# Літтл-Фоллс (містечко, Нью-Йорк)
Літтл-Фоллс (англ. Little Falls) — місто (англ. town) в США, в окрузі Геркаймер штату Нью-Йорк. Населення — 1497 осіб (2020).

## Демографія
Згідно з переписом 2010 року, у місті мешкало 1587 осіб у 615 домогосподарствах у складі 451 родини. Було 667 помешкань
Расовий склад населення:
| - 97,5 % — білих - 0,5 % — азіатів - 0,4 % — чорних або афроамериканців - 0,2 % — корінних американців - 0,1 % — вихідців з тихоокеанських островів |

До двох чи більше рас належало 0,9 %. Частка іспаномовних становила 0,9 % від усіх жителів.
За віковим діапазоном населення розподілялося таким чином: 23,0 % — особи молодші 18 років, 61,2 % — особи у віці 18—64 років, 15,8 % — особи у віці 65 років та старші. Медіана віку мешканця становила 45,0 року. На 100 осіб жіночої статі у місті припадало 109,1 чоловіків;  на 100 жінок у віці від 18 років та старших — 108,5 чоловіків також старших 18 років.
Середній дохід на одне домашнє господарство  становив 76 873 долари США (медіана — 64 830), а середній дохід на одну сім'ю — 83 977 доларів (медіана — 67 667). Медіана доходів становила 45 357 доларів для чоловіків та 35 795 доларів для жінок. За межею бідності перебувало 7,2 % осіб, у тому числі 0,7 % дітей у віці до 18 років та 13,0 % осіб у віці 65 років та старших.
Цивільне працевлаштоване населення становило 936 осіб. Основні галузі зайнятості: освіта, охорона здоров'я та соціальна допомога — 21,7 %, виробництво — 20,2 %, будівництво — 13,7 %, роздрібна торгівля — 8,4 %.